# Carmé (lune)
Pour les articles homonymes, voir Carmé.
Carmé est un satellite naturel de Jupiter.

## Caractéristiques physiques
Carmé est un petit satellite. En supposant qu'il possède un albédo de 0,04, similaire à d'autres satellites de Jupiter,, sa magnitude visuelle de 17,5 conduit à un diamètre moyen de 46 km.
Par calcul, la masse de Carmé est estimée à environ 1,3 × 1017 kg.

## Orbite
Carmé appartient au groupe de Carmé, un groupe de satellites irréguliers et rétrogrades qui orbitent autour de Jupiter sur des demi-grands axes compris entre 22 900 000  et   24 100 000 km, des inclinaison de 164,9  à   165,5 degrés par rapport à l'équateur de Jupiter et des excentricités allant de 0,23 à 0,27.

Diagramme illustrant l'orbite des satellites irréguliers de Jupiter. Le groupe de Carmé est visible sur le centre-bas.
Diagramme illustrant l'inclinaison des membres centraux du groupe de Carmé en fonction du demi-grand axe.

## Historique

### Découverte
Carmé fut découvert par Seth Barnes Nicholson à l'observatoire du Mont Wilson en Californie le 30 juillet 1938, sur des observations du Jupiter qui durèrent du 5 juillet au 25 août. L'annonce de la découverte fut faite fin août.
Il s'agit du 11e satellite à avoir été découvert autour de Jupiter. Nicholson découvrit également Lysithéa le 6 juillet 1938 pendant la même période d'observation.

### Dénomination
Carmé porte le nom de Carmé, personnage de la mythologie grecque ; Carmé était une nymphe, servante d'Artémis et mère, par Zeus (équivalent grec de Jupiter), de Britomartis.
Carmé ne reçut pas de nom officiel avant 1975, en même temps que huit autres satellites de Jupiter (le premier lot de satellites à avoir été officiellement nommé par l'Union astronomique internationale). Avant cela, Carmé était simplement désigné par Jupiter XI. Il ne portait pas non plus de désignation provisoire, le système actuel n'ayant été mis en place qu'après sa désignation officielle.